# 倫訥倫河

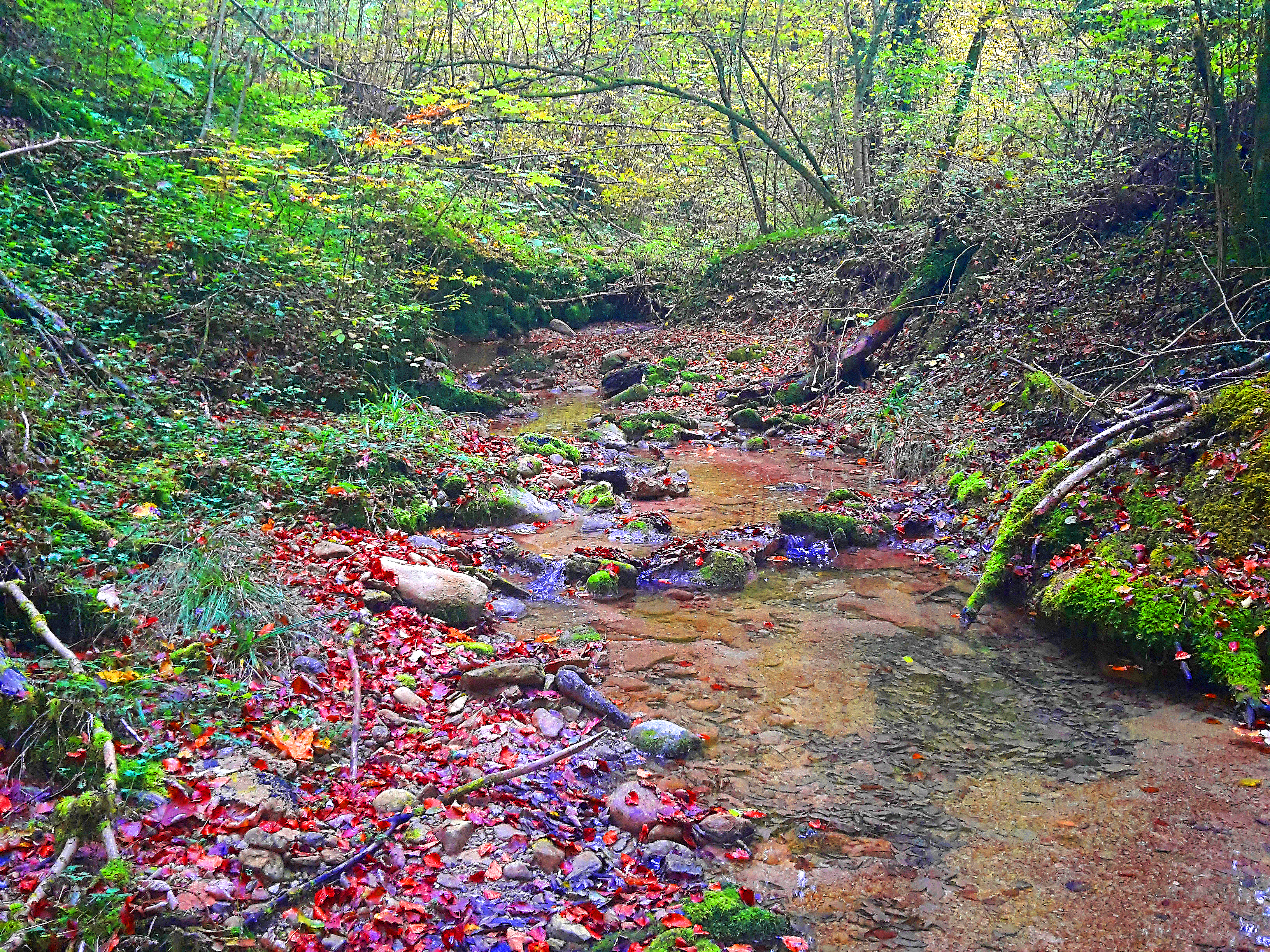

47°21′20″N 8°25′50″E / 47.35569°N 8.43057°E
倫訥倫河（德語：Lunnerenbach）是瑞士的河流，位於該國北部，流經阿爾高州和蘇黎世州，屬於雷皮施河的左支流，河道全長4公里，流域面積5.9平方公里，河口處在比門斯多夫。